# 合同資源
株式会社合同資源（ごうどうしげん）は、南関東ガス田のうち千葉県茂原市を中心とした一帯の鉱区の採掘権を所有し、ヨウ素・ヨウ素化合物の生産・販売及び天然ガスの開発・生産・販売を営む株式会社である。

## 概要
千葉事業所のブローアウトプラントは単一工場として日本最大のヨウ素製造能力を誇り、世界の需要の約7%を供給している。同じく千葉県で天然ガス及びヨウ素を生産する関東天然瓦斯開発を傘下に持つK&Oエナジーグループの大株主でもある。一時期、関東天然瓦斯開発とは、互いに一方が他方の筆頭株主という奇妙な株式持ち合い関係にあった。

## 沿革
- 1934年（昭和9年） - 相生工業株式会社設立。千葉県夷隅郡上瀑村（現在の大多喜町の一部）に上瀑工場を建設し、日本初のかん水からのヨウ素の生産開始[4]。
- 1948年（昭和23年） - 磯部鉱業株式会社設立。山形県の金属鉱山を開発。
- 1952年（昭和27年） - 千葉県長生郡八積村（現在の長生村の一部）に八積工場を建設。ヨウ素を増産、天然ガス開発に進出。
- 1965年（昭和40年） - 相生工業株式会社と磯部鉱業株式会社が合併し、合同資源産業株式会社へ商号変更。
- 1988年（昭和63年） - 金属鉱山事業より撤退。
- 2007年（平成19年） - 株式会社東洋興産ライフを吸収合併。
- 2014年（平成26年） - 株式会社合同資源へ商号変更。